# Луке (Парагвай)
Луке (ісп. Luque) — місто, розташоване в парагвайському департаменті Сентрал в 13 км (8,1 милі) на схід від Асунсьйона. 1868 року під час Парагвайської війни був тимчасовою столицею держави.
Луке — одне з найважливіших міст Парагваю. Тут розташовані головна повітряна гавань країни – міжнародний аеропорт імені Сільвіо Петтіроссі, будівля Олімпійського комітету Парагваю, штаб-квартира КОНМЕБОЛ та Музей південноамериканського футболу.

## Міста-побратими
- Ла-Пас, Аргентина
- Камборіу, Бразилія
- Луке, Іспанія
- Сан-Хуан Баутіста, Парагвай
- Вільярріка, Парагвай